# Броварська сотня
Броварська́ со́тня — козацька сотня з центром у Броварах. Утворена на початку 1649 року броварськими козаками.

## Історія
1648 року з Броварів був вигнаний Ярема Вишневецький, що до того часу володів містом. Козаки, утворивши сотню, одразу почали розбудовувати Бровари: збудували церкву святих Петра і Павла, а також допомагали у будівництві церкви Святої Трійці. Першим сотником в цій сотні став Федір Ведмідь.
31 липня 1649 року багато броварських козаків загинуло у Битві під Лоєвом обороняючи північ України від Польсько-литовських військ.
Майже весь час існування Броварської сотні в Броварах велися війни з московським військом.
Проте Броварська сотня проіснувала не довго, і в 1667 році приєдналась до Київської сотні у зв'язку з розширенням меж останньої.

## Пам'ять
25 грудня 2015 року на честь Броварської сотні у Броварях назвали одну з вулиць.